# Renaud de Châtillon
Renaud de Châtillon (ca. 1125 – 4. juli 1187) var en fransk ridder der deltog i det 2. Korstog 1147-1149 og forblev i Det Hellige Land. Han giftede sig først til positionen som Fyrste af Antiochia 1153-1160 og senere som Fyrste af Transjordanien 1176–1187. Renaud hører til en af de mere kontroversielle figurer i korsfarerstaternes og korstogenes historie.

## Fyrste af Antiochia
Ved Det 2. Korstogs afslutning i 1149 indtrådte Renaud i fyrstinde Constance af Antiochias tjeneste.

## Personliv
Renaud blev gift to gange. Den første gang var med fyrstinde Constance af Antiochia, som han fik to døtre sammen med, Agnes de Châtillon og Jeanne de Châtillon. Anden gang han blev gift var det med fyrstinde Etienette de Milly af Transjordanien. De fik sammen en søn og en datter, henholdsvis kaldet Renaud de Châtillon og Alix de Châtillon.
Agnes de Châtillon blev gift med kong Béla 3. af Ungarn. Jeanne de Châtillon blev formentlig gift med Boniface 1. af Montferrat. Renaud de Châtullon blev halshugget af Saladin. Alix de Châtillon blev gift med Azzo 6. af Este.